# コートヤード・バイ・マリオット

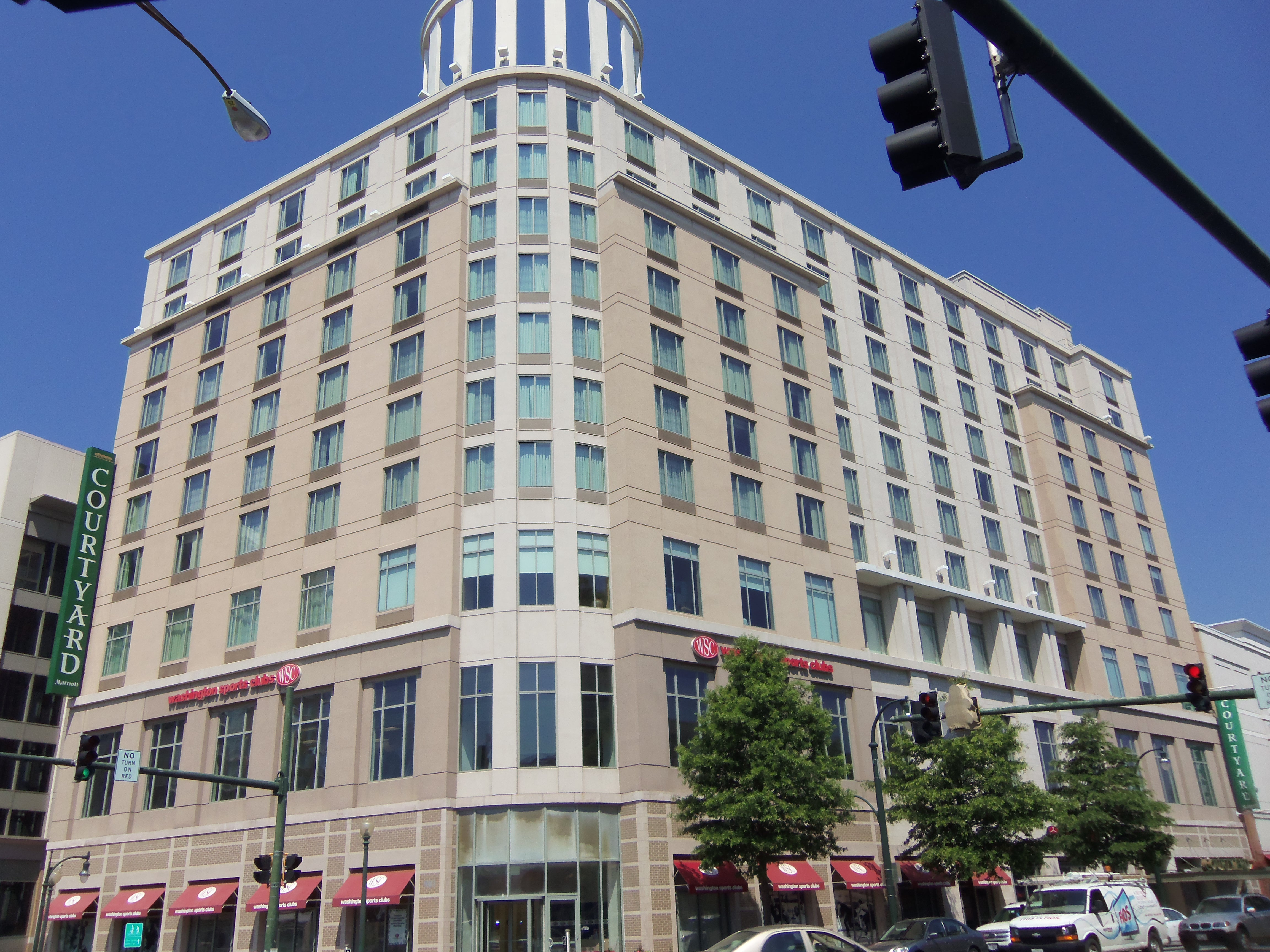
コートヤード・バイ・マリオット（米国メリーランド州シルバースプリング）

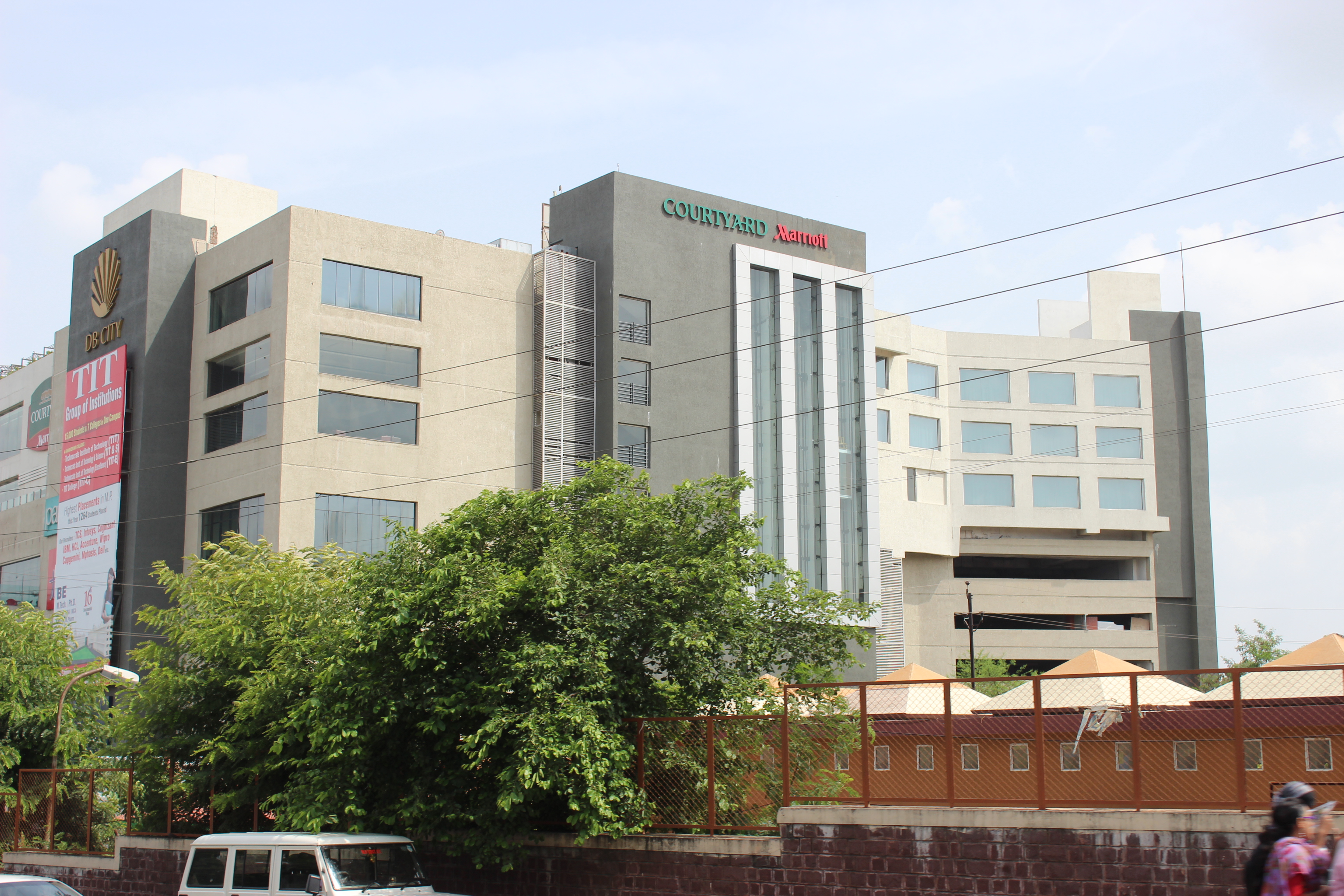
コートヤード・バイ・マリオット（インドマディヤ・プラデーシュ州ボパール）

コートヤード・バイ・マリオット（英語: Courtyard by Marriott）は、マリオット・インターナショナルのホテル・ブランドのひとつで、中規模のホテルを中心とした中価格のビジネス旅行者向けに設計されたホテルある。

## 概要
コートヤード・バイ・マリオットは、マリオット・インターナショナルのホテル・ブランドのひとつで、中規模のホテルを中心とした中価格のビジネス旅行者向けに設計されたホテルあるが、家族連れにも適しているものである。 客室にはデスク、ソファ、無料インターネットアクセスが備わっている。 大部分の場所には、作りたての調理済みの朝食（無料）、前菜、サンドイッチなどを販売するビストロがある。 すべてに、24時間オープンの「ミニマート」もある。
コートヤード・バイ・マリオットは1983年に始めたブランドで、世界的にはヒルトン・ガーデン・インなどの中価格帯のビジネス志向ホテルと競合する。

### 日本での展開
北海道

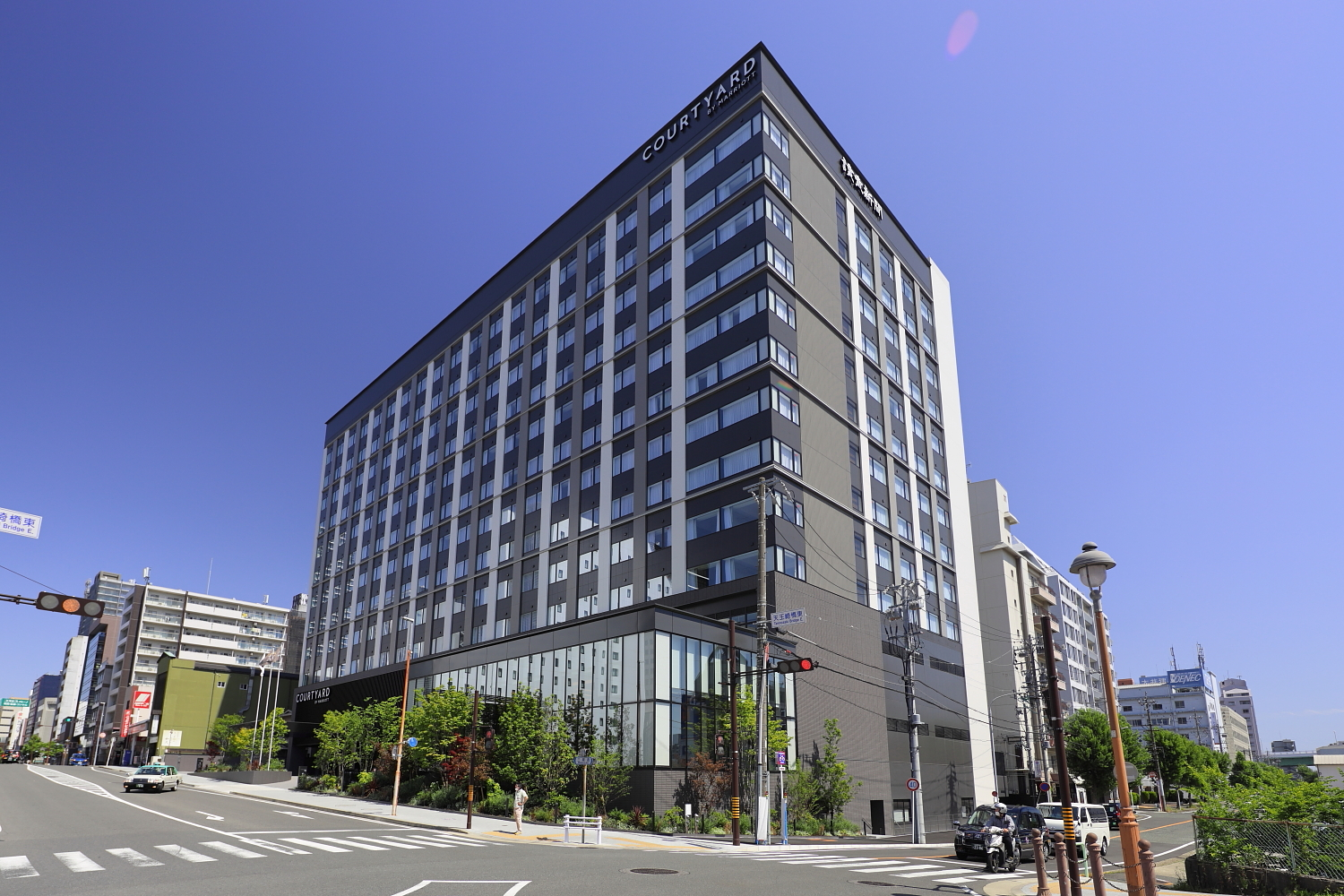
コートヤード・バイ・マリオット名古屋

- コートヤード・バイ・マリオット札幌

関東
- コートヤード・マリオット銀座東武ホテル
- コートヤード・バイ・マリオット東京ステーション

中部
- コートヤード・バイ・マリオット名古屋
- コートヤード・バイ・マリオット白馬
- コートヤード・バイ・マリオット福井

関西
- コートヤード・バイ・マリオット新大阪ステーション
- コートヤード・バイ・マリオット大阪本町

予定
- コートヤード・バイ・マリオット小倉（2025年秋以降開業予定）
- コートヤード・バイ・マリオット北九州（2025年秋以降開業予定）
- コートヤード・バイ・マリオット広島（2027年初頭開業予定）[2]
- コートヤード・バイ・マリオット高知（2028年秋開業予定）[3]

## 参照項目
- キングカメハメハ・コナビーチ・ホテル
- マリオット・ホテルのセレクト・ホテル